# نوارا
نوارا (به لاتین: Nuwara Eliya Divisional Secretariat) یک منطقهٔ مسکونی در سری‌لانکا است که در ناحیه نووارا الییا واقع شده‌است.